# タウトヴィラス
タウトヴィラス（リトアニア語：Tautvilas, 1263年死去）は、ポラツク公。ダウスプルンガスの子でリトアニア国王ミンダウガスの甥である。タウトヴィラスは兄弟のエディヴィダスや叔父のヴィーキンタスと共同してミンダウガスに対する内戦を開始し、内戦はミンダウガスの戴冠で決着した。

## 生涯
1248年にミンダウガスは、タウトヴィラス、エディヴィダス及びヴィーキンタスを、征服した都市を与えると約束してスモレンスク征服に向けて派遣した。3人はプロトヴァ川でモスクワ公を打ち負かしたが、ウラジーミル・スーズダリ大公に敗北した。失敗の露見後にミンダウガスは3人の土地と財産を没収した。1249年初頭、タウトヴィラス、エディヴィダス、ヴィーキンタスはタウトヴィラスの姉妹と結婚していたダヌィーロ・ロマーノヴィチのもとに亡命した。彼等はミンダウガスに対抗するためにジェマイティヤ、リヴォニア騎士団、ヴォルィーニ公ヴァスィーリコと同盟を形成した。内戦が勃発した。ダヌィーロとリヴォニア騎士団はミンダウガスに対する軍事遠征を組織する一方、タウトヴィラスはリガに赴いて1250年に大司教から洗礼を受けた。
ミンダウガスは自らの戴冠の見返りとしてキリスト教の洗礼とリトアニア西部の放棄に同意することで同盟を妨害し、リヴォニア騎士団はミンダウガスの同盟者となった。1252年にタウトヴィラスとその残っていた同盟者は、時にはリトアニアの最初の首都とみなされるヴォルタのミンダウガスを攻撃した。攻撃は失敗し、タウトヴィラスの軍勢は自身の身を守るために今日のリエタヴァス市にあるヴィーキンタスの城に城に戻った。両側とも勝利を得られそうはなかったが、1253年にヴィーキンタスが死ぬとタウトヴィラスはハールィチへの亡命を余儀なくされた。そこでダヌィーロの成功しなかったボヘミアへの遠征に加勢している。1254年にダヌィーロはミンダウガスと和解し、タウトヴィラスはミンダウガスの優位を認め、封土としてポラツクを受けることで帰還した。
ポラツクを統治している間、タウトヴィラスの主な関心はダウガヴァ川沿いのポラツクからドニエプル川上部に至る通商路の確保であった。タウトヴィラスはナヴァフルダク公からヴィテブスクをどうにか奪っており、息子のコンスタンティナスはヴィテブスクの支配者になっている。ミンダウガスがトレニオタとダウマンタスによって暗殺された後にタウトヴィラスはリトアニア大公の称号を望んだものの1263年に従兄弟トレニオタによって殺害され、トレニオタがリトアニア大公となった。